# Rezerwat przyrody Dębowy Ostrów

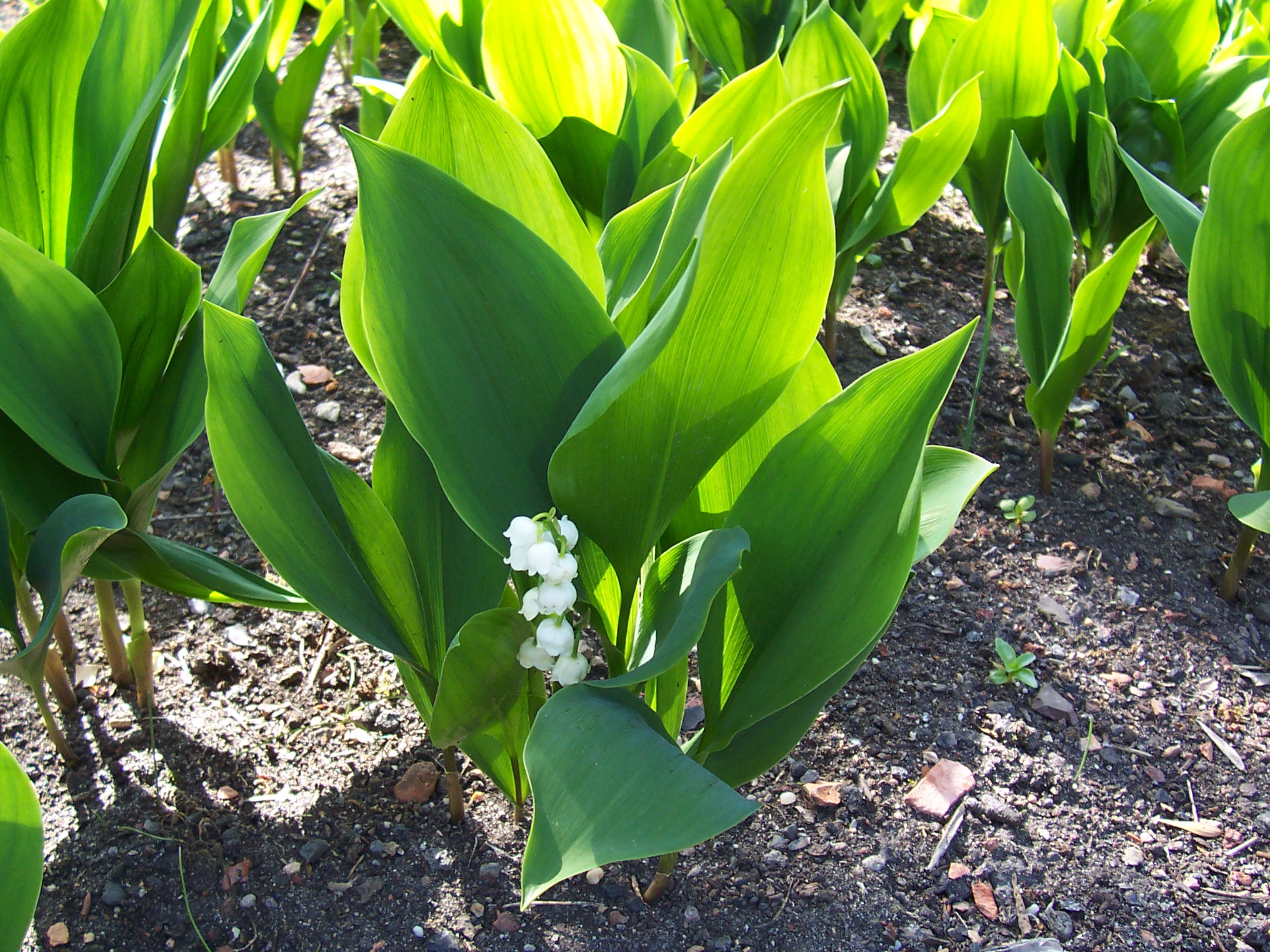
Konwalia majowa

Dębowy Ostrów (niem. Eichwerder) – rezerwat przyrody w województwie lubuskim, w powiecie świebodzińskim, w gminie Świebodzin. Obszar rezerwatu objęty jest ochroną ścisłą.
- dokument powołujący – M.P. z 1970 r. nr 12, poz. 106
- położenie – gmina i nadleśnictwo Świebodzin (obręb Świebodzin, oddział 85 i), na półwyspie jeziora Paklicko Wielkie.
- przedmiot ochrony – fragment naturalnego lasu o charakterze kwaśnej dąbrowy z wielogatunkowym runem (m.in. konwalia majowa).

Rezerwat przyrody o nazwie „Dębowy Ostrów” utworzony na podstawie Zarządzenia Nr 56 Ministra Leśnictwa i Przemysłu Drzewnego z dnia 31 marca 1970r. w sprawie uznania za rezerwat przyrody.
Celem ochrony jest zachowanie ze względów naukowych i dydaktycznych fragmentu lasu dębowego o charakterze naturalnym. 
W skład rezerwatu przyrody wchodzi obszar położony w granicach administracyjnych powiatu świebodzińskiego, gm. Świebodzin, obrębu ewidencyjnego m. Nowy Dworek o powierzchni 1,84 ha (dz. nr 85/9 – 1,84 ha), w zarządzie N-ctwa Świebodzin.